# Villa Paul Poiret
Villa Paul Poiret en Mézy-sur-Seine, Yvelines, Francia, es una casa privada Art Deco inspirada en el cubismo de principios de la década de 1920, diseñada originalmente por el arquitecto Robert Mallet-Stevens .
La casa se encuentra en 48 500 m2 de zonas verdes en Mézy-sur-Seine, al oeste de París, con vistas al valle del Sena . Está construido en hormigón armado con un estilo geométrico, cuenta con 25 habitaciones en tres niveles, 800 m2 de espacio interior, una terraza superior con vistas panorámicas y una salón en esquina con ventanales de piso a techo de 7 m de altura.
Villa Paul Poiret fue encargada por el diseñador de moda Paul Poiret en 1921; su edificio terminó en 1925. La casa se deterioró y Poiret la vendió en 1930 a la actriz Elvira Popescu, que vivió allí desde 1938 hasta 1985. Popescu contrató al arquitecto Paul Boyer en 1932 para modificar el diseño original al estilo contemporáneo art déco Paquebot (barco de vapor), convirtiendo las ventanas en ojos de buey y redondeando las esquinas de las terrazas. La casa fue catalogada como un hito histórico en 1984.
En 1999, Laurent Brun compró la casa, que una vez más estaba en ruinas. Bajo los auspicios de la Comisión de Monumentos Históricos Nacionales de Francia y los Bâtiments de France (los dos organismos responsables de los edificios catalogados), se han restaurado el exterior de Mallet-Stevens y el interior de Popescu/Boyer.
Villa Paul Poiret es parte del programa Journées de Patrimoine, (Días del Patrimonio), en el que los edificios públicos y privados de importancia histórica están abiertos al público el tercer fin de semana de septiembre.

## Galería

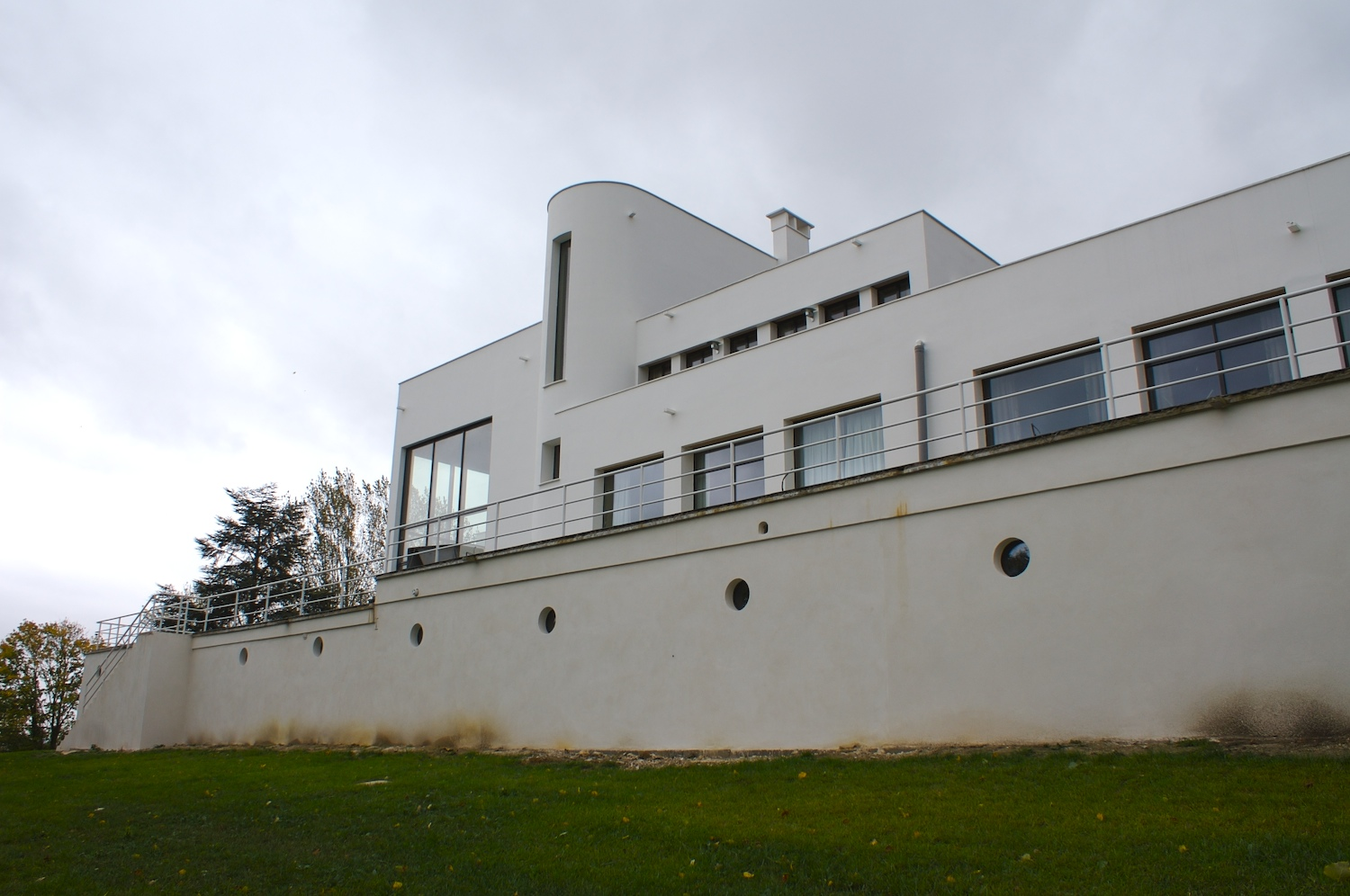
Vista oriental
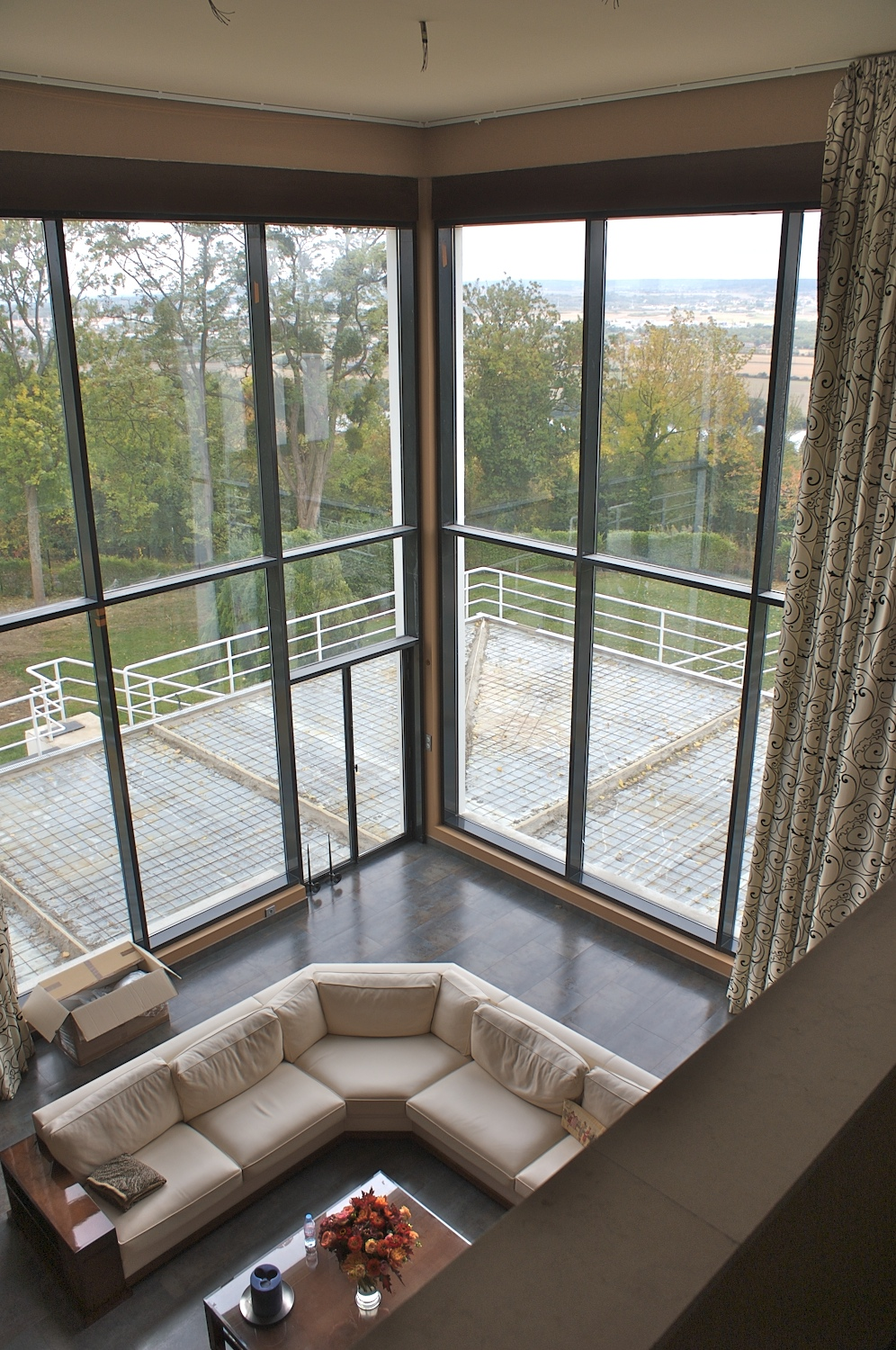
Interior (salón)